# Grangie
Grangie (latinsky grangium) byl velký hospodářský dvůr řádu cisterciáků. Grangia měla být zároveň nástrojem kolonizace odlehlých neosídlených území a zároveň zajištěním soběstačnosti klášterů, kterým řádová pravidla nařizovala nezávislost
na vnějším světě. Jelikož však bylo na práci málo mnichů a ani pomoc konvršů nestačila,[zdroj?] pracovali ve dvorech nájemní pracovníci a při sezónních pracích vypomáhali při robotě poddaní z okolních vesnic. Ve čtrnáctém století v souvislosti se zaváděním emfyteutického práva řád některé grangie zrušil a nahradil je vesnicemi, nebo u stávajícího dvora vyčlenil část pozemků, na kterých opět vznikla vesnice, protože tento feudální systém byl pro kláštery i poddané výhodnější.